# Chatra
Chatra (Hindi: चतरा जिला) är en stad i den indiska delstaten Jharkhand, och är huvudort för ett distrikt med samma namn. Folkmängden uppgick till 49 985 invånare vid folkräkningen 2011.